# Mir Mahmud Hotaki

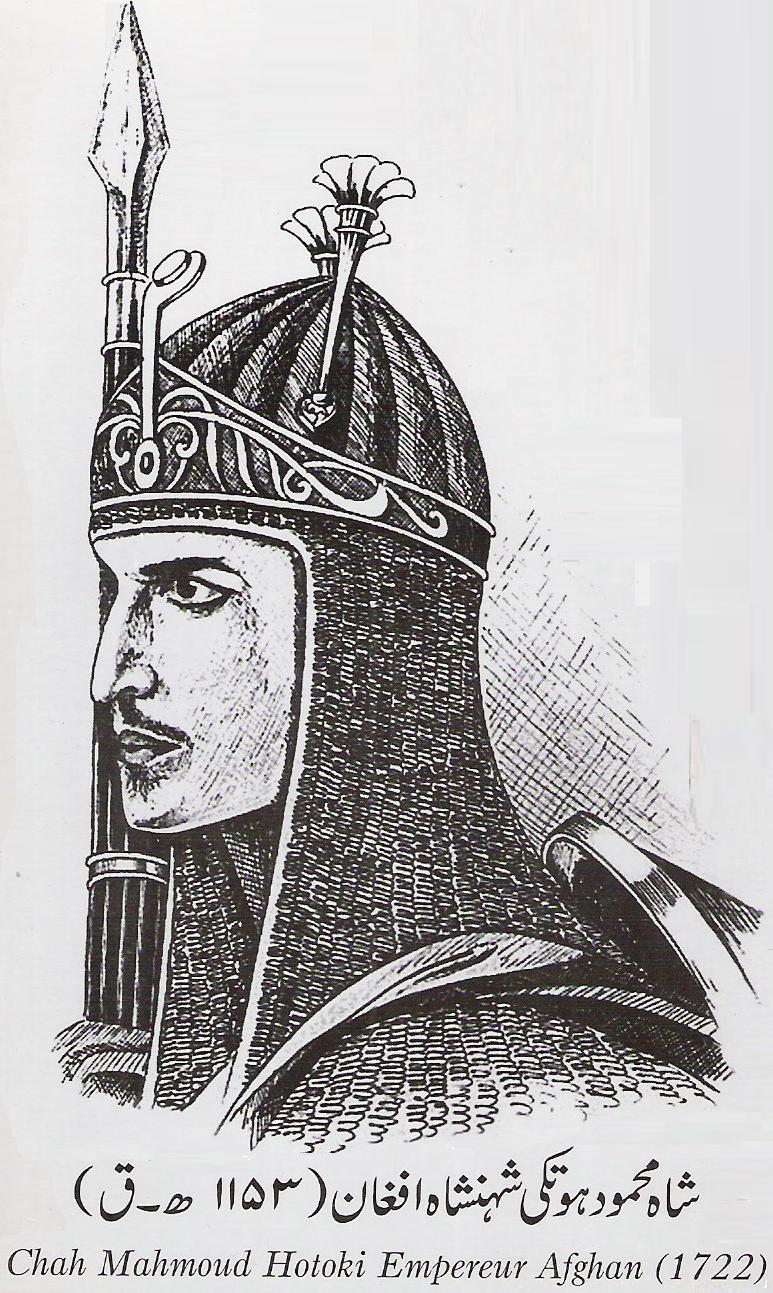
Mir Mahmud Hotaki

Mir Mahmud Hotaki (* 1697?; † 25. April 1725 in Isfahan) war ein afghanischer Stammesführer, der die Safawidendynastie besiegte und 1722 der Schah von Persien wurde. Er war der älteste Sohn des Mir Wais Hotak, der Führer der Ghilzai in Kandahar war und sich erfolgreich gegen den safawidischen Schah Sultan Hosein erhob. Als Mir Wais 1715 starb, wurde sein Bruder Abd al-Aziz sein Nachfolger, aber die Ghilzai überredeten Mahmud dazu, die Macht zu übernehmen, so dass dieser 1717 seinen Onkel tötete und neuer Herrscher wurde.

## Mahmud nimmt den Thron Persiens
1720 besiegten Mahmud und die Ghilazi den gegnerischen afghanischen Stamm der Abdali (den späteren Durrani). Er sendete die Köpfe einiger besiegter Abdalis zum Schah Sultan Hosein, der Mahmud zum Gouverneur Kandahars machte. Trotzdem wollte Mahmud das ganze persische Reich für sich. Er begann schon einen Feldzug 1719 gegen Kerman und 1721 belagerte er die Stadt nochmal. Doch Mahmud scheiterte daran und auch eine Belagerung der Stadt Yazd 1722 brachte keinen Erfolg, so dass sich Mahmud nun der Hauptstadt Isfahan zuwandte.
Anstatt abzuwarten und einer Belagerung der Stadt zu widerstehen, die die kleine afghanische Armee nicht gewinnen würde, marschierte Sultan Hosein aus der Stadt, um Mahmuds Streitkräften bei Golnabad zu begegnen. Hier wurde die königliche Armee am 8. März geschlagen und floh zurück nach Isfahan. Es wurde dem Schah geraten in die Provinzen zu fliehen und dort mehr Soldaten auszuheben, doch er entschied sich in der Hauptstadt, die nun komplett von den Afghanen umstellt war, zu bleiben. Die Belagerung dauerte von März bis Oktober 1722. Da er keine Artillerie hatte, war Mahmud gezwungen die Stadt lange zu belagern, um die Perser durch Hunger zu unterwerfen. Sultan Hoseins Kommando während der Belagerung zeigte seinen übliche Mangel an Entschlossenheit und die Loyalität seiner Provinzgouverneure schwankte im Angesicht solcher Inkompetenz. Hunger und Krankheiten zwangen am Ende Isfahan zu Aufgabe. Die Belagerung soll 80.000 Menschen das Leben gekostet haben. Am 23. Oktober dankte Sultan Hosein ab und erkannte Mahmud als neuen Schah des Irans an.

## Mahmuds Herrschaft als Schah
Anfangs zeigte sich Mahmud großzügig und versorgte die königliche Familie und die hungernde Stadtbevölkerung mit Nahrung. Doch als sich der Sohn Sultan Hoseins Tahmasp II. im November zum Schah ernannte, erwuchs Mahmud ein Konkurrent. Mahmud schickte eine Armee gegen Tahmasps II. Hauptlager in Qazvin. Tahmasp entkam und die Afghanen nahmen die Stadt ein. Doch die Stadtbevölkerung erhob sich im Januar 1723 wegen der schlechten Behandlung gegen die Eroberer. Der Aufstand war ein Erfolg, und Mahmud sorgte sich um die Reaktionen, wenn die überlebenden Afghanen mit der Nachricht von der Niederlage nach Isfahan zurückkamen. Da er einen Aufstand fürchtete, lud Mahmud seine persischen Minister und Adeligen unter einem Vorwand zu einem Treffen ein und massakrierte sie. Er richtete auch bis zu 3000 Mitglieder der königlichen Wache. Zur selben Zeit nutzten die Osmanen und die Russen die Gunst der Stunde und eroberten Teile des Reiches.
Sein Scheitern, seine Herrschaft auf ganz Persien auszudehnen, machte Mahmud depressiv und argwöhnisch. Er zweifelte auch an der Loyalität seiner eigenen Männer, seitdem viele Afghanen seinen Cousin Aschraf Khan bevorzugten. Im Februar 1725 glaubte Mahmud einem Gerücht, nach dem einer der Söhne Hoseins Safi Mirza geflohen sei, und so befahl er den Tod aller anderen safawidischen Prinzen. Als Sultan Hosein dieses Massaker stoppen wollte, wurde er verletzt, konnte aber zwei seiner Kinder retten. Mahmud begann dem Wahnsinn als auch dem körperlichen Verfall zu unterliegen. Am 22. April 1725 befreite eine Gruppe afghanischer Offiziere Aschraf aus seinem Gefängnis, wohin ihn Mahmud einsperren ließ. Sie begannen eine Palastrevolte und setzten Aschraf auf den Thron. Mahmud starb drei Tage später, entweder an seiner Krankheit oder, wie es behauptet wurde, durch Mord.